# Dampiera alata
Dampiera alata är en tvåhjärtbladig växtart som beskrevs av John Lindley. Dampiera alata ingår i släktet Dampiera, och familjen Goodeniaceae. Inga underarter finns listade i Catalogue of Life.

## Bildgalleri

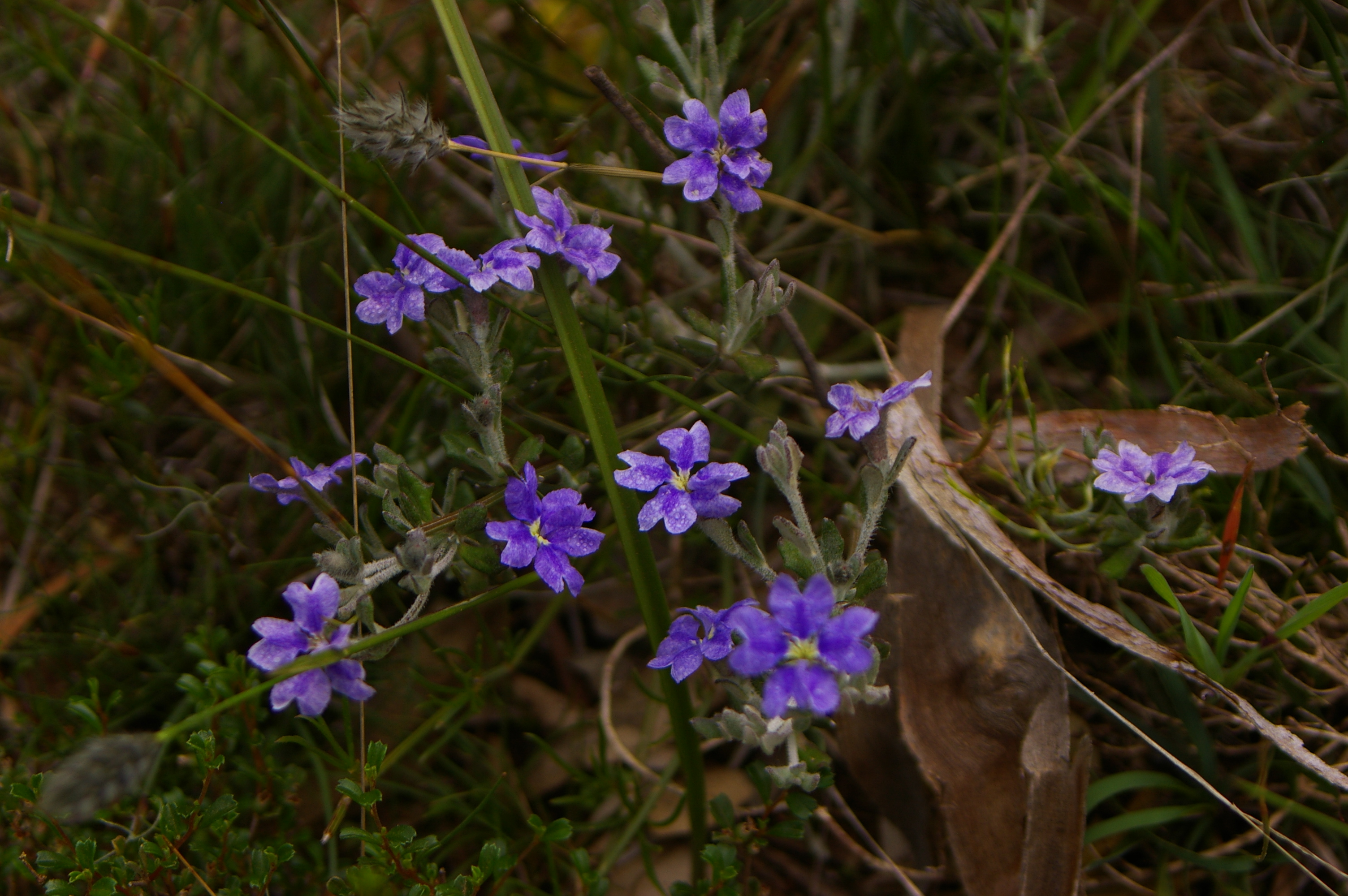